# Sh2-141
Sh2-141 è una piccola nebulosa a emissione visibile nella costellazione di Cefeo.
Si individua nella parte centro-meridionale della costellazione, lungo la linea che congiunge le stelle ζ Cephei e ι Cephei; il periodo più indicato per la sua osservazione nel cielo serale ricade fra i mesi di luglio e dicembre ed è notevolmente facilitata per osservatori posti nelle regioni dell'emisfero boreale terrestre, dove si presenta circumpolare fino alle regioni temperate calde.
Sh2-141 è una nebulosa relativamente poco studiata ed è situata probabilmente sul Braccio del Cigno, alla distanza di almeno 6700 parsec (quasi 22000 anni luce). Nella sua direzione sono state osservate tre sorgenti di radiazione infrarossa, individuate dall'IRAS e raggruppate in un sistema compatto, più una radiosorgente, catalogata come KR 57; questi indizi fanno pensare che al suo interno siano attivi fenomeni di formazione stellare.